# Kanton Saint-Pantaléon-de-Larche
Der Kanton Saint-Pantaléon-de-Larche ist ein französischer Kanton im Département Corrèze und in der Region Nouvelle-Aquitaine. Er umfasst 13 Gemeinden im Arrondissement Brive-la-Gaillarde. Bei der landesweiten Neuordnung der französischen Kantone wurde er 2015 neu geschaffen mit Saint-Pantaléon-de-Larche als Hauptort (frz.: bureau centralisateur).

## Gemeinden
Der Kanton besteht aus 13 Gemeinden mit insgesamt 15.898 Einwohnern (Stand: 1. Januar 2022) auf einer Gesamtfläche von 204,04 km²:
| Gemeinde                         | Einwohner 1. Januar 2022 | Fläche km² | Dichte Einw./km² | Code INSEE | Postleitzahl |
| -------------------------------- | ------------------------ | ---------- | ---------------- | ---------- | ------------ |
| Chartrier-Ferrière               | 377                      | 15,16      | 25               | 19047      | 19600        |
| Chasteaux                        | 747                      | 18,75      | 40               | 19049      | 19600        |
| Cublac                           | 1.730                    | 20,18      | 86               | 19066      | 19520        |
| Estivals                         | 136                      | 8,88       | 15               | 19077      | 19600        |
| Jugeals-Nazareth                 | 951                      | 10,95      | 87               | 19093      | 19500        |
| Larche                           | 1.654                    | 5,74       | 288              | 19107      | 19600        |
| Lissac-sur-Couze                 | 688                      | 12,62      | 55               | 19117      | 19600        |
| Mansac                           | 1.542                    | 18,40      | 84               | 19124      | 19520        |
| Nespouls                         | 641                      | 20,14      | 32               | 19147      | 19600        |
| Noailles                         | 945                      | 12,57      | 75               | 19151      | 19600        |
| Saint-Cernin-de-Larche           | 678                      | 9,15       | 74               | 19191      | 19600        |
| Saint-Pantaléon-de-Larche        | 5.006                    | 23,47      | 213              | 19229      | 19600        |
| Turenne                          | 803                      | 28,03      | 29               | 19273      | 19500        |
| Kanton Saint-Pantaléon-de-Larche | 15.898                   | 204,04     | 78               | 1913       | –            |

## Politik
| Vertreter im Departementrat | Vertreter im Departementrat           | Vertreter im Departementrat |
| Amtszeit                    | Namen                                 | Partei                      |
| --------------------------- | ------------------------------------- | --------------------------- |
| 2015–                       | Jean-Jacques Delpech Nicole Taurisson | UMP                         |